# Gabriele Fürhapter
Gabriele Fürhapter (* 3. Oktober 1965 in Salzburg) ist eine österreichische Politikerin (ÖVP, bis Anfang 2016 TEAM) und Inhaberin einer Werbeagentur. Sie war von 2013 bis Ende Jänner 2018 Abgeordnete zum Salzburger Landtag und von 2013 bis 2016 Klubobmann-Stellvertreterin des Team Stronach Salzburg.

## Ausbildung und Beruf
Fürhapter wurde in Salzburg geboren und besuchte zwischen 1972 und 1976 die Volksschule in Maxglan. Danach absolvierte sie von 1976 bis 1980 die Hauptschule in Parsch und setzte danach ihre Ausbildung zwischen 1980 und 1983 an der Bundeslehranstalt (BLA) für wirtschaftliche Frauenberufe in Ried am Wolfgangsee fort. Nach dem Abschluss ihrer Schulausbildung trat Fürhapter 1983 in den Dienst des Magistrat Salzburg, wo sie bis 1988 in der Bauabteilung arbeitet. Sie bekam in der Folge einen Sohn und war zwischen 1988 und 1991 in Karenz. Danach arbeitete sie zwischen 1991 und 1992 erneut für das Magistrat Salzburg, wobei sie in der Abteilung Jugendwohlfahrt eingesetzt war. In der Folge verließ sie das Magistrat Salzburg und arbeitete von 1992 bis 2008 im Verkaufsbereich für die Mediaprint in Salzburg. Danach machte sich Fürhapter 2009 mit der Werbeagentur Creative Solutions in Wals-Siezenheim selbständig.

## Politik und Funktionen
Fürhapter wurde im Jänner 2013 Mitglied beim Team Stronach für Salzburg und übernahm die Funktion der Frauensprecherin. Sie trat bei der Landtagswahl 2013 auf dem vierten Platz der Team Stronach Landesliste sowie auf dem zweiten Platz im Landtagswahlkreis Salzburg-Umgebung an und konnte dank der Regierungsbeteiligung des Team Stronach und der Wahl von Hans Mayr zum Landesrat in den Salzburger Landtag nachrücken. Hier wurde sie am 19. Juni 2013 als Landtagsabgeordnete angelobt. In der Folge übernahm Fürhapter die Funktion der Klubobmann-Stellvertreterin und wurde innerhalb des Landtagsklubs Bereichssprecherin für Frauen/Gleichbehandlung, Integration behinderter Menschen, Kunst/Kultur, Menschenrechte/Ausländerfragen, Religion/Kultus, Senioren und Soziales. Im Oktober 2013 wurde sie zudem zur Landesparteiobmann-Stellvertreterin gewählt. 
Am 7. Jänner 2016 schied Gabriele Fürhapter aus dem Team Stronach aus. Sie kündigte an, künftig mit dem ÖVP-Klub im Landtag zusammenzuarbeiten. Am 27. April 2016 trat sie auch offiziell der Österreichischen Volkspartei bei und wurde vollwertiges Mitglied des Klubs der Volkspartei im Landtag. Ende Jänner 2018 musste sie ihr Mandat räumen, weil Hans Mayr in den Landtag wechselte.